# Heteroaridarum
Heteroaridarum, biljni rod  iz porodice kozlačevki dio tribusa Schismatoglottideae, potporodica Aroideae.
Na popisu su tri vrste trajnica i polugrmova, sve su endemi sa Bornea.

## Vrste
1. Heteroaridarum borneense M.Hotta
2. Heteroaridarum crassum (S.Y.Wong & P.C.Boyce) S.Y.Wong & P.C.Boyce
3. Heteroaridarum nicolsonii (Bogner) S.Y.Wong & P.C.Boyce